# Keylla Fabrino
Keylla Fabrino Ramos est une joueuse brésilienne de volley-ball née le 13 mai 1986 à Niterói (Rio de Janeiro). Elle mesure 1,80 m et joue au poste de passeuse.

## Clubs
| Club                       | De        | À         |
| -------------------------- | --------- | --------- |
| Ribeirense Pico Azores     | 2005-2006 | 2005-2006 |
| C.D. Câmara de Lobos       | 2006-2007 | 2006-2007 |
| Rote Raben Vilsbiburg      | 2007-2008 | 2007-2008 |
| AEK Larnaca                | 2008-2009 | 2008-2009 |
| Clube Kairós Ponta Delgada | 2009-2010 | 2009-2010 |
| Évreux Volley-ball         | 2010-2011 | 2010-2011 |
| SES Calais                 | 2011-2012 | 2012-2013 |
| PA Venelles                | 2013-2014 | 2013-2014 |
| Rote Raben Vilsbiburg      | 2014-2015 | 2014-2015 |
| Volley-Ball Nantes         | 2015-2016 | 2015-2016 |
| VC Kanti Schaffhausen      | 2016-2017 | 2016-2017 |
| Club Voleibol Aguere       | 2017-2018 | 2017-2018 |
| Béziers Volley             | 2018-2019 | 2019-2020 |

## Palmarès
- Coupe de France :
  - Finaliste en 2013, 2016.